# Гальєго (футболіст)
Франсіско Фернандес Родрігес (ісп. Francisco Fernández Rodríguez), більш відмий як Гальєго(ісп. Gallego, нар. 4 березня 1944, Пуерто-Реаль) — іспанський футболіст, що грав на позиції захисника.
Франсіско Гальєго є вихованцем футбольного клубу «Севілья», де почав і закінчив свою кар'єру гравця. Однак найбільшу популярність здобув завдяки виступам за «Барселону». У її складі він ставав чемпіоном Іспанії, дворазовим володарем Кубка Іспанії, а також вигравав Кубок ярмарків. У складі збірної Іспанії. — чемпіон Європи та учасник чемпіонату світу.

## Клубна кар'єра
Франсіско Фернандес Родрігес став гравцем молодіжної академії «Севільї» у 14 років. Для своєї спортивної кар'єри Франсіско вибрав псевдонім «Гальєго» (у перекладі — «галісієць»), оскільки саме під таким прізвищем виступали його батько і дід. В основному складі команди він дебютував у 17-річному віці 15 жовтня 1961 року в матчі Прімери проти «Осасуни». У сезоні 1961/62 він провів чотири матчі за андалусійську команду. У 1962 році з молодіжною командою «Севільї» став володарем Кубка генералісимуса у своїй віковій категорії, обігравши у фіналі «Атлетік» з Більбао (2:0), після чого став поступово закріплюватися в дорослому складі свого клубу.
У 1965 році Гальєго придбала «Барселона» за 8 млн песет, де на 10 сезонів футболіст став гравцем основного складу. З «Барселоною» захисник у 1968 та 1971 роках вигравав Кубок генералісимуса, а в 1974 році єдиний раз у кар'єрі став чемпіоном Іспанії. Крім того, Гальєго допоміг «синьо-гранатовим» завоювати два єврокубки: у сезоні 1965/66 «Барселона» виграла Кубок ярмарків, а в 1971 році перемогла в Суперфіналі Кубка ярмарків, в якому зустрічалися перший і останній переможці цього трофею — «Барселона» і «Лідс Юнайтед».
У 1975 році, коли Гальєго виповнився 31 рік, він повернувся в «Севілью», яка тільки що повернулася в Прімеру. Гальєго віддав рідній команді ще чотири роки. 30 серпня 1979 року гра на стадіоні «Рамон Санчес Пісхуан» «Севілья» та «Барселона» зіграли один з одним у прощальному матчі Гальєго. Втім, на прохання Мігеля Муньйоса в сезоні 1979/80 Гальєго зіграв ще три матчі за «Севілью» в чемпіонаті Іспанії, після чого остаточно завершив кар'єру професійного футболіста. Ще один сезон Гальєго відіграв у третьому дивізіоні за аматорську команду «Алькала».

## Виступи за збірну
У 1964 році Пако Гальєго був викликаний до складу збірної Іспанії на домашній чемпіонат Європи, який у підсумку його команда виграла. Гальєго не зіграв на турнірі жодного матчу, але також став чемпіоном Європи. Лише через два роки він дебютував за «червону фурію», причому сталося це відразу ж на чемпіонаті світу 1966 року в Англії. 13 липня проти Аргентини (1:2) в Бірмінгемі. У підсумку Гальєго провів всі три матчі своєї команди, але іспанці не зуміли вийти з групи.
Останній матч у червоній футболці Гальєго провів у Малазі 21 лютого 1973 року у рамках відбіркового турніру до чемпіонату світу 1974 року проти Греції (3:1). Загалом протягом кар'єри у національній команді, яка тривала 8 років, провів у її формі 36 матчів, в 18 з них Іспанія виграла, у восьми — програла, і 10 рази зіграла внічию. Також у 1968–1973 роках зіграв два матчі за збірну Каталонії.

## Статистика

### Клубна
| Виступи           | Виступи           | Виступи           | Ліга | Ліга | Кубок країни | Кубок країни | Єврокубки | Єврокубки | Інші | Інші | Всього | Всього |
| Клуб              | Ліга              | Сезон             | Ігри | Голи | Ігри         | Голи         | Ігри      | Голи      | Ігри | Голи | Ігри   | Голи   |
| ----------------- | ----------------- | ----------------- | ---- | ---- | ------------ | ------------ | --------- | --------- | ---- | ---- | ------ | ------ |
| «Севілья»         | Прімера           | 1961/62           | 4    | 0    | 0            | 0            | —         | —         | —    | —    | 4      | 0      |
| «Севілья»         | Прімера           | 1962/63           | 12   | 1    | 0            | 0            | —         | —         | —    | —    | 12     | 1      |
| «Севілья»         | Прімера           | 1963/64           | 29   | 3    | 4            | 0            | —         | —         | —    | —    | 33     | 3      |
| «Севілья»         | Прімера           | 1964/65           | 24   | 3    | 2            | 0            | —         | —         | —    | —    | 26     | 3      |
| «Севілья»         | Всього            | Всього            | 69   | 7    | 6            | 0            | 0         | 0         | 0    | 0    | 75     | 7      |
| «Барселона»       | Прімера           | 1965/66           | 13   | 2    | 6            | 0            | 10        | 0         | —    | —    | 29     | 2      |
| «Барселона»       | Прімера           | 1966/67           | 26   | 0    | 4            | 0            | 2         | 0         | —    | —    | 32     | 0      |
| «Барселона»       | Прімера           | 1967/68           | 30   | 2    | 7            | 1            | 2         | 0         | —    | —    | 39     | 3      |
| «Барселона»       | Прімера           | 1968/69           | 26   | 2    | 0            | 0            | 5         | 3         | —    | —    | 31     | 5      |
| «Барселона»       | Прімера           | 1969/70           | 27   | 6    | 6            | 1            | 6         | 0         | —    | —    | 39     | 7      |
| «Барселона»       | Прімера           | 1970/71           | 29   | 0    | 8            | 0            | 4         | 0         | —    | —    | 41     | 0      |
| «Барселона»       | Прімера           | 1971/72           | 33   | 1    | 0            | 0            | 5         | 0         | —    | —    | 38     | 1      |
| «Барселона»       | Прімера           | 1972/73           | 26   | 2    | 0            | 0            | 2         | 0         | —    | —    | 28     | 2      |
| «Барселона»       | Прімера           | 1973/74           | 22   | 2    | 7            | 0            | 2         | 0         | —    | —    | 31     | 2      |
| «Барселона»       | Прімера           | 1974/75           | 16   | 0    | 0            | 0            | 6         | 1         | —    | —    | 22     | 1      |
| «Барселона»       | Всього            | Всього            | 248  | 17   | 38           | 2            | 44        | 4         | 0    | 0    | 330    | 23     |
| «Севілья»         | Прімера           | 1975/76           | 30   | 1    | 1            | 0            | —         | —         | —    | —    | 31     | 1      |
| «Севілья»         | Прімера           | 1976/77           | 31   | 0    | 0            | 0            | —         | —         | —    | —    | 31     | 0      |
| «Севілья»         | Прімера           | 1977/78           | 27   | 0    | 0            | 0            | —         | —         | —    | —    | 27     | 0      |
| «Севілья»         | Прімера           | 1978/79           | 25   | 1    | 0            | 0            | —         | —         | —    | —    | 25     | 1      |
| «Севілья»         | Прімера           | 1979/80           | 3    | 0    | 0            | 0            | —         | —         | —    | —    | 3      | 0      |
| «Севілья»         | Всього            | Всього            | 116  | 2    | 1            | 0            | 0         | 0         | 0    | 0    | 117    | 2      |
| Всього за кар'єру | Всього за кар'єру | Всього за кар'єру | 433  | 26   | 45           | 2            | 44        | 4         | 0    | 0    | 522    | 32     |

## Титули і досягнення
- Чемпіон Іспанії (1):

«Барселона»: 1973/74
- Володар Кубка Іспанії (2):

«Барселона»: 1967/68, 1970/71
- Володар Кубка ярмарків (3):

«Барселона»: 1965–66, Суперфінал 1971
- Чемпіон Європи (1):

Іспанія: 1964